# Gouvernorat de Bizerte
Le gouvernorat de Bizerte (arabe : ولاية بنزرت), créé en 1956, est l'un des 24 gouvernorats de la Tunisie. Il est situé dans le nord du pays et couvre une superficie de 3 685 km2, soit 2,25 % de la superficie du pays. Il abrite en 2024 une population de 607 388 habitants. Son chef-lieu est Bizerte.
Le code ISO 3166-2 de ce gouvernorat est TN-23.

## Géographie
Le gouvernorat, dont la limite sud est située à une trentaine de kilomètres de la capitale, abrite le cap Angela, le point le plus septentrional d'Afrique. Il est délimité par la mer Méditerranée au nord (250 kilomètres), par le gouvernorat de Béja, au sud-ouest, et par les gouvernorats de La Manouba et de l'Ariana au sud-est. Son climat est doux et humide et la température moyenne y est de 22,8 °C.
Administrativement, le gouvernorat est découpé en quatorze délégations, 17 municipalités et 101 imadas,.
| Délégation                                    | Population en 2024 (habitants) |
| --------------------------------------------- | ------------------------------ |
| Bizerte Nord                                  | 85 205                         |
| Bizerte Sud                                   | 75 669                         |
| El Alia                                       | 29 322                         |
| Ghar El Melh                                  | 22 267                         |
| Ghezala                                       | 25 366                         |
| Joumine                                       | 27 896                         |
| Mateur                                        | 49 316                         |
| Menzel Bourguiba                              | 60 356                         |
| Menzel Jemil                                  | 57 010                         |
| Ras Jebel                                     | 63 931                         |
| Sejnane                                       | 41 119                         |
| Tinja                                         | 21 995                         |
| Utique                                        | 22 777                         |
| Zarzouna                                      | 25 159                         |
| Sources : Institut national de la statistique |                                |

## Politique

### Gouverneurs

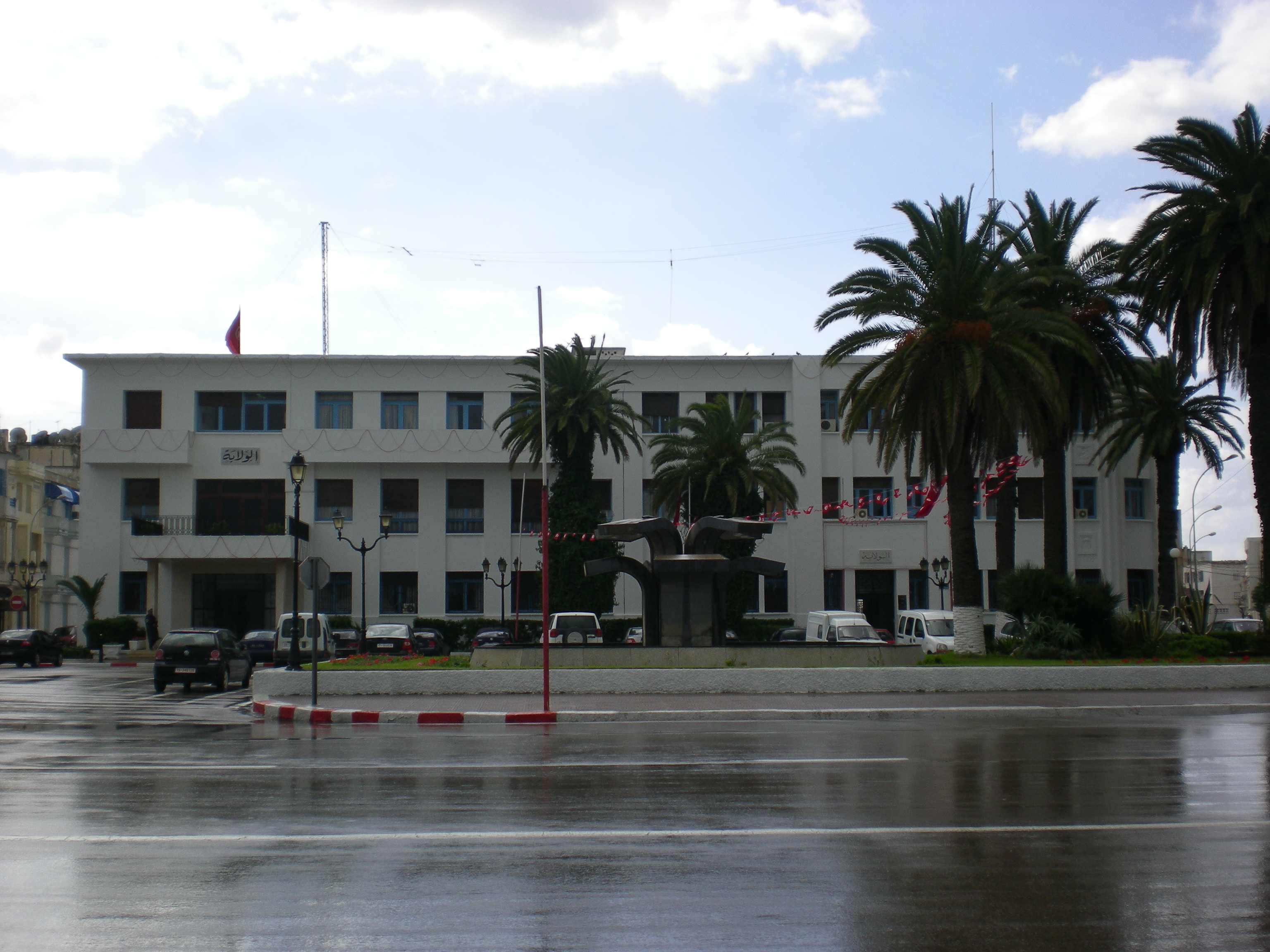
Siège du gouvernorat.

Le gouvernorat de Bizerte est dirigé par un gouverneur dont la liste depuis l'indépendance est la suivante :
- Mohsen Nouira (1956-1959)
- Mohamed Belamine (1959-1961)
- Naceur Ben Jaafar (1961-1964)
- Hédi Baccouche (1964-1967)
- Mongi Kooli (1967-31 décembre 1969)
- Abdeljelil Mehiri (janvier-août 1970)
- Abdesselem Ghedira  (1970-1971)
- Mezri Chekir (1971-1972)
- Slim Aloulou (1972-1975)
- Abdelmalek Laarif (1975-1980)
- Tahar Berrejeb (1980-1981)
- Rabah Dekhili (1981-1984)
- Salem Mansouri (1984-1987)
- Habib Sayhi (1987-1990)
- Mohamed Rahmani (1990-2 juillet 1991)
- Mohamed Ben Rejeb (2 juillet 1991-15 juin 1993)
- Mohamed Soudani (15 juin 1993-1995)
- Mohamed Ridha Mokrani (1995-1998)
- Sadok Marzouk (1998-2000)
- Mohamed Habib Brahem (2000-2004)
- Mehdi Chabbah (2004-2005)
- Salem Jribi (2005-2011)
- Chokri Belhassen (2 février 2011, empêché d'exercer)
- Mohamed Hechmi Blouza (4 février 2011, empêché d'exercer)
- Mohamed Hefdhi Mrabet (15 février 2011-22 février 2012)
- Nabil Nsiri (22 février-27 août 2012)
- Abderrazak Ben Khelifa (27 août 2012[4]-24 août 2013)
- Ridha Lahouel (24 août 2013[5]-14 février 2015)
- Mnaouer Ouertani (14 février 2015[6]-16 septembre 2016)
- Mohamed Gouider (16 septembre 2016[7]-12 août 2021)
- Samir Abdellaoui (12 août 2021[8]-8 septembre 2024)
- Salem Ben Yacoub (depuis le 8 septembre 2024[9])

### Maires
Voici la liste des maires des seize municipalités du gouvernorat de Bizerte dont les conseils municipaux ont été élus le 6 mai 2018 et présidés par les maires suivants :
- Aousja : Assad Dhaouadi[10]
- Bizerte : Kamel Ben Amara[11]
- El Alia : Hamadi Ben Salem[12]
- Ghar El Melh : Mustapha Boubaker[13]
- Ghezala : Nassima Mechergui[14]
- Joumine : Tahar Saidi[15]
- Mateur : Jalel Touhami[14]
- Menzel Abderrahmane : Maroua Dridi[16]
- Menzel Bourguiba : Salim Hraga[17]
- Menzel Jemil : Naziha Guedacha[16]
- Metline : Hamdi Zaghbib[réf. souhaitée]
- Raf Raf : Ibrahim Bouteraa[18]
- Ras Jebel : Jalel Berhima[15]
- Sejnane : Mohamed Ali Maalaoui[19]
- Tinja : Sara Thamri[20]
- Utique : Habib Hammami

## Économie
L'activité économique de la région est axée essentiellement sur l'agriculture, l'industrie et la pêche. Dans la région, on compte 368 entreprises industrielles employant plus de 50 000 personnes, dont 248 entreprises totalement exportatrices. Ces entreprises opèrent essentiellement dans les secteurs du textile, du cuir et de la chaussure, de l'agroalimentaire, de la mécanique et de l'électronique.
Il existe neuf zones industrielles :
- Zone AFI : Zarzouna, Mateur, Tinja, Ghezala et Menzel Bourguiba ;
- Zone « conseil du gouvernorat » : Menzel Jemil, Mateur (Cité Ennasr), Utique ;
- Zone « municipale » : El Alia.

Dans le secteur agricole, le gouvernorat participe à près de 40 % de la production nationale de légumes. La production de viande rouge représente 15 % de la production nationale et la production de lait 18,4 % de la production nationale.
Avec 250 kilomètres de côtes, trois lacs naturels, cinq ports de pêche (Sidi Mechreg, Bizerte, Menzel Abderrahmane, Cap Zebib et Ghar El Melh) et neuf abris pour barques de pêche côtière, la région est l'une des zones de pêche les plus riches de Tunisie : la flottille de pêche se compose de 1 403 unités dont 582 barques à moteur, 745 barques à rames, 49 unités de pêche feu et 26 unités de pêche en haute mer.
Sur 529 400 habitants, on compte une population active de 181 033 personnes travaillant dans les secteurs de l'agriculture et de la pêche (24,6 %), de l'industrie manufacturière (25,3 %) et des services (19,8 %).

## Sport
- Club athlétique bizertin
- Stade africain de Menzel Bourguiba